# Luigi Durand de la Penne (D560)
Luigi Durand de la Penne (D560) je italský raketový torpédoborec pojmenovaný podle italského admirála, který sloužil během druhé světové války. Jedná se o vedoucí loď třídy Durand de la Penne. Luigi Durand de la Penne má domácí přístav ve městě Taranto.

## Stavba a služba
Loď postavila italská loděnice Fincantieri ve městě Sestri Levante. Kýl Luigi Durrand de la Penne byl položen 20. ledna 1988 a o necelé dva roky později, přesněji 20. října 1989, byla loď spuštěna na vodu. Do služby byla přijata 18. března 1993. V září 2019 Liugi Durand de la Penne navštívila ukrajinský přístav v Oděse. V srpnu 2020 se loď zúčastnila cvičení ve východní části Středozemního moře společně s tureckým torpédoborcem TCG Göksu (F497). Loď byla 1. října 2024 vyřazena ze služby.

## Výzbroj

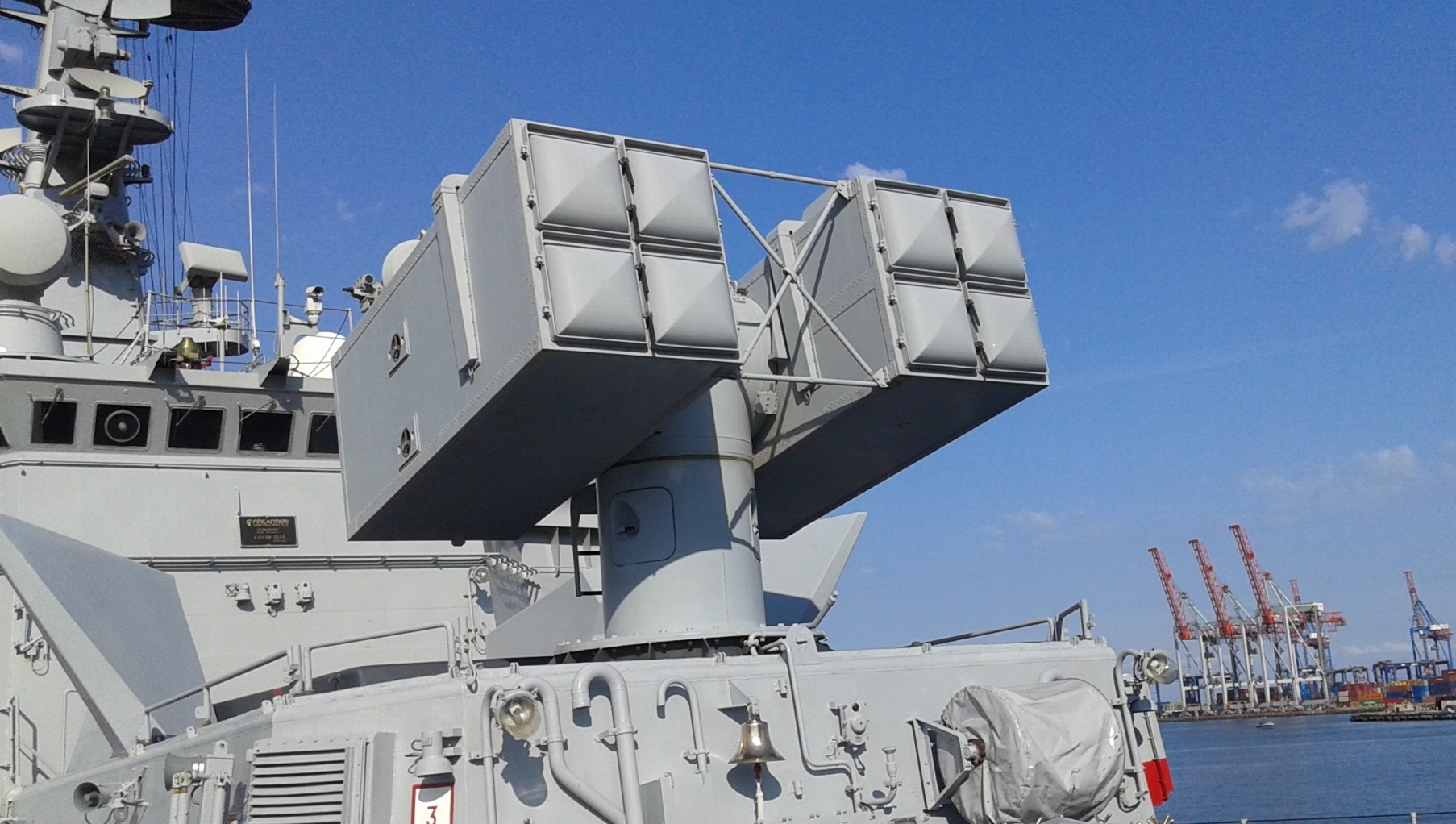
Odpalovací zařízení Albatross na lodi Luigi Durand de la Penne

V rámci protilodní obrany je loď vyzbrojena dvěma čtyřnásobnými vypouštěcími kontejnery pro protilodní střely Otomat Mk 2, jedním 127mm kanónem Otobreda, třemi 76mm kanóny OTO Melara a dvěma trojitými torpédomety ILAS-3. Obranu proti letadlům a protilodním střelám zajištuje jedno osminásobné odpalovací zařízení Albatross pro protiletadlové řízené střely země-vzduch MBDA Aspide a jedno odpalovací zařízení Mk 13 pro protiletadlové střely Standard SM-1MR s doletem přes 100 km.